# Port Blair
Port Blair (hindi पोर्ट ब्लेयर, trb. Port Blejar, trl. Porṭ Bleyar; ang. Port Blair) – miasto w Indiach, na wyspie Andaman Południowy, nad Morzem Andamańskim, ośrodek administracyjny terytorium związkowego Andamany i Nikobary. Nazwa Port Blair pochodzi od nazwiska pułkownika Reginalda Blaira, który w 1789 r. prowadził tam badania krajoznawcze. Około 112 tys. mieszkańców.